# Novellana
Novellana (Nuviana en asturià) és una parròquia del concejo de Cudillero, al Principat d'Astúries (Espanya). Alberga una població de 218 habitants (INE 2009) en 36 habitatges.
Està situada a l'oest del municipi. Limita al nord amb el mar Cantàbric; a l'est, amb la parròquia de Soto de Luiña; al sud, amb el concejo de Valdés, concretament, amb la parròquia de Arcallana; i a l'oest, amb la parròquia de Ballota.

## Poblacions
Segons el nomenclátor de 2009 la parròquia està formada per les poblacions de:
- Castañeras (lloc: 12 habitants.
- Novellana (Nuviana en asturià) (lloc): 101 habitants.
- Resiellas (casería): 2 habitants.